# Карл Анселм фон Йотинген-Валерщайн
Карл Анселм Фридрих Филип Албрехт Крафт Юдас Тадеус Нотгер Вилхелм Йозеф фон Йотинген-Валерщайн (на немски: Karl Anselm Friedrich Philipp Albrecht Kraft Judas Thaddäus Notger Wilhelm Joseph Prinz zu Oettingen-Oettingen und Oettingen-Wallerstein; * 6 май 1796, Валерщайн; † 4 март 1871, Мюнхен) е принц на Йотинген-Йотинген и Йотинген-Валерщайн.

## Произход
Той е петият син на 1. имперски княз Крафт Ернст фон Йотинген-Валерщайн (1748 – 1802) и втората му съпруга херцогиня Вилхелмина Фридерика Елизабет фон Вюртемберг (1764 – 1817), дъщеря на херцог Лудвиг Евгений Йохан фон Вюртемберг (1731 – 1795) и София Албертина фон Байхлинген (1728 – 1807). По-малък брат е на Лудвиг фон Йотинген-Валерщайн (1791 – 1870), княз на Йотинген-Йотинген и Йотинген-Валерщайн, баварски министър на вътрешните работи (1832 – 1837) и външен министър (1847/1848)
Карл Анселм умира на 74 години на 4 март 1871 г. в Мюнхен.

## Фамилия
Карл Анселм се жени на 18 май 1831 г. във Виена за графиня Юлия фон Дитрихщайн-Николсбург (* 12 август 1807, Виена; † 22 април 1883, Мюнхен), дъщеря на 10. княз Мориц фон Дитрихщайн (1775 – 1864) и графиня Тереза фон Гилайз (1779 – 1860). Те имат пет деца:
- Мария Тереза Вилхелмина Ида Юлия Каролина (* 31 юли 1832, Мюнхен; † 2 март 1891, Улщат), омъжена на 18 май 1857 г. в Мюнхен за фрайхер Георг фон Франкенщайн (* 2 юли 1825, Вюрцбург; † 22 януари 1890, Берлин)

- Каролина Ернестина Елеонора Атаназия (* 2 май 1834, Мюнхен; † 13 юли 1856, Виена), омъжена на 24 май 1854 г. за граф Франц де Паула фон Фалкенхайн (* 17 ноември 1827, Виена; † 7 септември 1898, Отеншлаг)
- Мориц Карл Крафт Ернст Вилхелм Нотгер Константин (* 21 септември 1838, Мюнхен; † 13 ноември 1910, Мюнхен), принц, женен на 17 юни 1884 г. в Мюнхен за графиня Мария Валдбот фон Басенхайм (* 18 май 1861, Луцерн; † 9 декември 1913, Валдщайн); имат една дъщеря
- Мария Анна Тереза Ернестина Вилхелмина Каролина Юлия (* 30 август 1840, Мюнхен; † 29 октомври 1903, Ритерсфелд), омъжена на 3 март 1861 г. в Мюнхен за граф Франц де Паула фон Фалкенхайн (* 17 ноември 1827, Виена; † 7 септември 1898, Отеншлаг), вдовец на сестра ѝ Елеонора
- София Каролина Юлия Вилхелмина Ернестина Нотгара (* 18 ноември 1846, Мюнхен; † 20 април 1928, Грац), омъжена на 6 юни 1866 г. в Мюнхен за граф Фердинанд Ернст фон Хомпеш-Болхайм (* 15 януари 1843, Моравия; † 27 октомври 1897, Моравия)